# Giuseppe Antonio Delmestri von Schönberg
Giuseppe Antonio Delmestri (Cormons, 6 dicembre 1672 – Trieste, 19 febbraio 1721) è stato un vescovo cattolico italiano.

## Biografia
Nacque a Cormons il 6 dicembre 1672, figlio di Carlo Delmestri von Schönberg e di Giulia Della Torre. Studiò latino e filosofia a Gorizia per poi conseguire la laurea dottorale in teologia a Roma nel 1698.
Fu vicario imperiale di Aquileia e parroco di Fiumicello. Nel giugno 1715
fu nominato arcidiacono di Gorizia dal patriarca di Aquileia, Dionisio Delfino.
Nel 1717 fu scelto dall'imperatore Carlo VI per diventare vescovo coadiutore di Trieste. Dopo l'assunzione di quest'ultima carica, chiese ed ottenne dal patriarca la nomina del fratello, Luca Sartorio Delmestri, ad arcidiacono sostituto di Gorizia (febbraio 1718). Nel 1720, alla morte di Giovanni Francesco Miller, divenne vescovo di Trieste ma morì dopo pochi mesi, il 19 febbraio 1721. A succedergli fu il fratello Luca che fu vescovo di Trieste fino alla sua morte nel 1739.

## Genealogia episcopale
La genealogia episcopale è:
- Cardinale Scipione Rebiba
- Cardinale Giulio Antonio Santori
- Cardinale Girolamo Bernerio, O.P.
- Arcivescovo Galeazzo Sanvitale
- Cardinale Ludovico Ludovisi
- Cardinale Luigi Caetani
- Cardinale Ulderico Carpegna
- Cardinale Paluzzo Paluzzi Altieri degli Albertoni
- Cardinale Gaspare Carpegna
- Cardinale Giulio Piazza
- Vescovo Wilhelm von Leslie
- Vescovo Giuseppe Antonio Delmestri von Schönberg